# Christiane Van Nieuwenhoven
Christiane Van Nieuwenhoven (née le 1er janvier 1945 à Molenbeek-Saint-Jean) est conseillère communale de Molenbeek-Saint-Jean et députée au parlement bruxellois entre 2004 et 2009.

## Biographie
Elle a été députée du Front national au Parlement bruxellois entre 2004 et 2009. 
Elle a été la compagne de Guy Hance, député et comptable du Front National.
De 1994 à 2012, elle a été conseillère municipale de Molenbeek-Saint-Jean.
Elle se présente aux élections communales du 14 octobre 2012 en seconde position sur la liste du Vlaams belang mais n'est pas réélue.

## Sources
1. ↑  Brussel Nieuws